# McNabb's (Alberta)
McNabb's est une communauté située dans la province d'Alberta, dans le centre-est.